# 용두초등학교 (경기)
용두초등학교는 대한민국 경기도 고양시에 있는 공립 초등학교이다.

## 학교 연혁
- 1931년 5월 1일 : 신도면 용두강습소 인가
- 1932년 4월 1일 : 광택학원 인가
- 1947년 3월 13일 : 덕은국민학교 용두분교장 인가
- 1955년 4월 1일 : 용두국민학교 승격 인가,초대 교장 이득재 취임
- 1956년 3월 24일 : 제1회 졸업식
- 1981년 3월 1일 : 병설유치원 개설
- 1986년 3월 1일 : 특수학급 개설
- 1996년 3월 1일 : 용두초등학교로 교명을 변경하였음
- 2019년 2월 14일 : 제 64회 졸업식 3명 졸업(총 누계 2,686명)

## 참고 자료
- 용두초등학교 - 한국교육학술정보원 학교알리미